# Sharp MZ 2800
Sharp MZ 2800 (MZ 2800) је био џепни рачунар фирме Шарп (Sharp) који је почео да се производи у Јапану током 1987. године.
Користио је  микропроцесорску јединицу а RAM меморија рачунара је имала капацитет од 768 KB (до 6 MB). 
Као оперативни систем кориштен је CP/M.

## Детаљни подаци
Детаљнији подаци о рачунару MZ 2800 су дати у табели испод.
|                       | |
| 2800                  | |
| Произвођач            | Шарп |
| Тип                   | џепни рачунар                                                                                                 |
| Меморија              | 768 (до 6 MB)                                                                                                 |
| Поријекло             | Јапан |
| Година                | 1987 |
| Тастатура             | тастатура са пуним помаком тастера са функцијским тастерима и нумеричка тастатура. 105 тастера. стандард      |
| Процесор              | . Опциони 80287                                                                                               |
| Фреквенција процесора | |
| RAM                   | 768 (до 6 MB)                                                                                                 |
| ROM                   | 64 (IPL) + 256 (Кањи/кинески знакови) + 256 (рјечник)                                                         |
| Текст                 | 40 X 25/20/12, 80 x 25/20/12                                                                                  |
| Графика               | 320 x 200 / 640 X 200 / 640 x 400                                                                             |
| Боја                  | 65536 (зависно од величине видео меморије). Са 128 KB: 320 x 200 = 256 или 16, 640 x 200 = 16 и 640 x 400 = 4 |
| Звук                  | FM & PSG, 3 канала, 8 октава                                                                                  |
| Димензије             | главна јединица: 350 x 345 x 130 / 8,1                                                                        |
| Портови               | |
| Оперативни систем     | |